# هوس الفرار

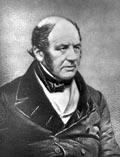
صموئيل أ. كارترايت (1793–1863)

يعد هوس الهروب مرضًا نفسيًا تخمينيًا إذ في عام 1851 افترض الطبيب النفسي الأمريكي صموئيل أ. كارترايت أنه سبب فرار كثيراً من الأفارقة المستعبدين الفارين من الأسر. :41 وتمت إعادة نشر مقالة كارترايت على نحو واسع في الجنوب ولكن تعرضت المقالة إلى الكثير من السخرية والتهكم على نطاق واسع في شمال الولايات المتحدة الأميريكية ومنذ ذاك الحين تم فضح ذلك المدلول على أنه علم زائف  :2 وظهر بصورة تميل لكونه جزء من صرح العنصرية العلمية.
وقد تم اشتقاق هذا المصطلح من اللغة اليونانية وهي باليونانية:πέτηςαπέτης أي "هارب أو [عبد] μανία وهو نوع إعتبره البعض نوع من أنواع الهوس أو الجنون 
واشتملت النسخة الثالثة من قاموس توماس لثروب ستيدمان الطبي العملي في أواخر العام 1914 على إدخال هوس الهروب كنوع من أنواع الهوس الذي لا يمكن السيطرة عليه والذي تم تعريفه بمجنونِ التجول.

## التشخيص
ووصف كارترايت في ورقة أصدرت من قِبل نقابة أطباء لويزيانا  هذا النوع من الهوس على انه اضطراب قائلاً «وعلى الرغم من أن أعراضه التشخيصية هي الفرار من الخدمة وهومعروف جيدًا للمزارعين والمشرفين لدينا ولكن لا يعد معروفاً لسلطاتنا الطبية» ولأنها شهدت رواجاً كبيراً فقد تمت إعادة طباعتها على نحو واسع.
وذكر ايضاً ان أحد اسباب المرض يعود إلى أسيادٍ في قديم الزمان «جعلوا من أنفسهم على دراية تامة بـالعبيد ومعاملتهم على قدم المساواة».
«إذا تم التعامل معهم بلطف مما يشمل تغذيتهم تغذية جيدة وحسن الملبس مع اشعال القليل من النيران طوال الليل وتقسيمهم إلى عائلات مما يجعل كل عائلة لديها منزلها الخاص مع عدم السماح لهم بالركض ليلا أو لزيارة جيرانهم وتلقي الزيارات أو استخدام المشروبات الكحولية المسكرة وليس العمل الزائد أو التعرض أكثر من اللازم لحرارة الطقس حينها يمكن حكمهم بسهولة أكثر من أي شخص آخر في العالم وإذا كان أي واحد منهم يميل إلى رفع رؤوسهم فوق مستواهم مع سيدهم أو المشرف عليهم حينها فإن الإنسانية وخيرها تقتضي معاقبتهم حتى يقعوا في تلك الحالة المتدنية التي كان القصد منها العمل فليس أمامهم إلا أن يظلوا في تلك الحالة، وأن يعاملوا كالأطفال لمنعهم وعلاجهم من الفرار».
ويشير كارترايت في كتاب أمراض وخصوصيات العرق الزنجيي إلى أن الكتاب المقدس يدعو إلى أن يكون العبد منقادًا إلى سيده وبذلك لن يكون لدى العبد أي رغبة في الهرب خصوصا في العرق الزنجي
«إذا حاول الرجل الأبيض معارضة إرادة الإله، من خلال محاولة جعل الزنجي أي شيء آخر غير» الخضوع للسيد«(التي أعلن سبحانه وتعالى أنه يجب أن يكون)، من خلال محاولة رفعه إلى مستوى عالٍ مع نفسه، أو من خلال وضع نفسه على قدم المساواة مع الزنجي أو إذا أساء استخدام السلطة التي أعطاه الله على إخاه الإنسان، من خلال كونه قاسيا ً معه، أو معاقبته غاضباً، أو بإهمال حمايته من الانتهاكات الغاشمة لزملائه الخدم وجميع الآخرين، أو بحرمانه من وسائل الراحة الضرورية المعتادة للحياة، فإن الزنجي سيهرب ولكن إذاجعله في الموقف الذي نعلمه من الكتب المقدسة والذي كان المقصود بها أن يعمل، وهذا هو الخضوع بحد ذاته وإذا كان سيده طيب القلب وكريما يتحمله دون تعالي، وفي الوقت نفسه يكون مفوضاً لاحتياجاته الجسدية ويحميه من الانتهاكات حينها فقط سيكون الزنجي مذهولاً ولن يهرب».

### الوقاية والعلاج
و وصف كارترايت علاجًا محدداً لهوس الفرار وكان حدسه يشيرعليه قائلاً: «مع بعضاً من النصائح الطبية المختارة والتي يتم اتباعها بعناية ودقة يمكن منع هذا الأسلوب المزعج الذي يعاني منه العديد من الزنوج بالهروب بالكامل».  وجعل الأطباء من المستحيل الجسدي عن طريق إزالة كل من أصابع القدمين الكبيرة.  كعلاج لهذا «المرض»،:42 في حالة كون العبيد «عابسون وغير راضين دون سبب»، فهي علامة تحذيرمن عملية فرار مرتقبة ووصف كارترايت قائلاً: «يعد الجلد تدبير وقائي لخروج الشيطان منهم»

### النقد المعاصر
وبينما تمت إعادة نشر مقالة كارترايت في الجنوب إلا أنه تم السخرية والإستهزاء بها على نطاق واسع في شمال الولايات المتحدة الأميريكة وظهر تحليل ساخر للمقال في افتتاحية المجلة الطبية بافالو عام 1855  إذ لاحظ مهندس المناظرالخلابة الشهير فريدريك لو أولمستيد في إحدى رحلاته في دول العبيد الساحلية عام(1856) أن الخدم البيض الذين عُرِضوا للفرار كانوا معروفين غالبًا بالفرار أيضًا، لذلك إنتقد ساخراً أن المرض المفترض كان في الواقع من أصل أوروبي أبيض وكان قد تم إدخالها إلى إفريقيا عن طريق التجار.

## روابط خارجية
- تاريخ مبكر   - الصحة العقلية الأمريكية الأفريقية
- Findlay، James A. (2000). "DRAPETOMANIA --- A DISEASE CALLED FREEDOM: An Exhibition of 18th-, 19th- and Early 20th-Century Material Culture of the African Experience in the Americas from the Collection of Derrick Joshua Beard". Broward County Library. مؤرشف من الأصل في 2016-08-20.
- Dimuro، Gina (4 أبريل 2018). "Southerners Actually Thought Slaves Escaping Was A Sign Of Mental Illness". All That's Interesting. مؤرشف من الأصل في 2019-10-15.